# Ferdina sadhaensis
Ferdina sadhaensis is een zeester uit de familie Ophidiasteridae.
De wetenschappelijke naam van de soort werd in 1991 gepubliceerd door Marsh & Campbell.